# Medalles del Cercle d'Escriptors Cinematogràfics de 1995
La cerimònia de lliurament de les medalles del Cercle d'Escriptors Cinematogràfics de 1995 va tenir lloc el 28 de maig de 1996 al Cinema Coliseum de Madrid i fou presentada per Fiorella Faltoyano i Sancho Gracia. Va comptar amb el patrocini de l'ajuntament de Madrid, l'EGEDA, la Fundació per al Foment de la Cultura i de la Cinematografia i PolyGram Film España.
Els premis tenien per finalitat distingir als professionals del cinema espanyol i estranger pel seu treball durant l'any 1995. Es van concedir les mateixes deu medalles de l'edició anterior i es va afegir una nova medalla al millor guió de cinema adaptat. A més, es va concedir un premi homenatge al director artístic i decorador Francisco Prósper Zaragoza.
El repartiment de premis va restar força igualat, i les dues pel·lícules més guardonades foren Nadie hablará de nosotras cuando hayamos muerto d'Agustín Díaz Yanes (millor pel·lícula i premi revelació) i El día de la bestia d'Álex de la Iglesia (millor director i muntatge).
Després del lliurament de medalles es va projectar en primícia la pel·lícula Fargo de Joel Coen i Ethan Coen.

## Llista de medalles
| Categoria                    | Premiat                                                      | Labor premiada                                  |
| ---------------------------- | ------------------------------------------------------------ | ----------------------------------------------- |
| Millor pel·lícula            | Nadie hablará de nosotras cuando hayamos muerto              | pel·lícula                                      |
| Millor director              | Álex de la Iglesia                                           | El día de la bestia                             |
| Millor actriu                | Emma Penella                                                 | Mar de luna                                     |
| Millor actor                 | Javier Bardem                                                | Boca a boca                                     |
| Millor fotografia            | Julio Bragado Darman                                         | La isla del diablo                              |
| Millor música                | Milladoiro                                                   | El rey del río                                  |
| Millor guió original         | Eliseo Alberto García Tomás Gutiérrez Alea Juan Carlos Tabío | Guantanamera                                    |
| Millor guió adaptat          | Montxo Armendáriz José Ángel Mañas                           | Historias del Kronen                            |
| Millor pel·lícula estranjera | Braveheart Ed Wood                                           | Pel·lícula                                      |
| Premi revelació              | Agustín Díaz Yanes                                           | Nadie hablará de nosotras cuando hayamos muerto |
| Millor muntatge              | Teresa Font                                                  | El día de la bestia                             |
| Premi homenatge              | Francisco Prósper Zaragoza                                   | Trajectòria cinematogràfica                     |